# Cicatrizocera bilistrata
Cicatrizocera bilistrata là một loài bọ cánh cứng trong họ Cerambycidae.